# Ciutat de Barcelona 2002
Il Ciutat de Barcelona 2002 è stato un torneo di tennis facente parte della categoria ATP Challenger Series nell'ambito dell'ATP Challenger Series 2002. Il torneo si è giocato a Barcellona in Spagna dal 7 al 12 ottobre 2002 su campi in terra rossa.

## Vincitori

### Singolare
Ruben Ramirez-Hidalgo ha battuto in finale  Albert Portas con il punteggio di 4–6, 6–4, 6–1

### Doppio
Emilio Benfele Álvarez /  Mariano Hood hanno battuto in finale  Karsten Braasch /  Peter Nyborg con il punteggio di 7–5, 6–3